# 彭越
彭越（前2世纪？—前196年），字仲，昌邑（今山东省巨野县）人，秦末汉初的军事政治人物，与韩信、英布并称汉初三大名将，西漢開國功臣，封梁王。後在消滅異姓王風潮時，漢高祖命其討伐陽夏侯陳豨，彭越出力甚少，後遭到高祖整肅、流放，途中向吕后求情，卻反遭吕后處死並滅族。彭越屍體遭到醢刑，剁為肉醬，朝廷用這些肉醬來恫嚇各諸侯王。

## 生平
彭越原本捕魚為生，也曾聚众為盜匪，对抗官府。秦末陈胜、吴广發動大澤之變后，彭越被鄉里推舉起兵。起初彭越不願，後來被催促，只好約定次日清晨某時集結起義，次日人群零零星星前來，最後一個人居然直到中午才到，彭越說：「大家公推我領導，必須建立紀律。今天聚集起兵，大家都遲到，無法依照軍法處斬這麼多人，只好斬最後一個到的。」於是中午才到者當場斬首，建立軍威。
秦亡，项羽分封入关诸侯，彭越未得封赏。
汉王元年（前206年），因封赏不均，齐田荣举兵，自立為齊王，攻项羽所封之齐王（臨淄王）田都和济北王田安。田榮攏絡彭越，給彭越將軍的印信，讓他到济阴攻擊楚兵，大破楚將萧公角。
漢王二年（前205年），被汉王劉邦收買，拜彭越为魏国国相，其實獨立於魏王豹，彭越仍然统帅自己的部队，略定梁地。
漢王三年五月（前203年），彭越率軍渡睢水，與楚將項聲、薛公戰於下邳（今江蘇邳州古邳鎮），擊殺薛公。
漢王三年九月，劉邦採用郎中鄭忠之策，派將軍劉賈、盧綰將卒二萬人、騎數百，由渡白馬津，進入楚地佐助彭越。漢軍與彭越聯軍燒掉楚軍積聚的糧草，楚軍乏食。楚軍回擊劉賈，劉賈堅守不出不與楚軍交戰，與彭越互相呼應。
接著彭越攻梁地，下睢陽、外黃等十七城。項羽無奈，只好留大司馬曹咎守成皋，囑令不與出戰。然後東擊彭越，迅速拿下陳留、睢陽、外黃等地。彭越敗北，逃到谷城。
漢王四年秋，項羽南走陽夏，彭越趁勢攻取昌邑旁二十餘城，得穀十餘萬斛，送給漢軍。
漢王五年冬十月，劉邦立彭越為梁王，統治睢陽以北至谷城，於是出兵助漢。十一月，漢將劉賈渡淮圍壽春，楚大司馬周殷叛楚，在舒縣、六縣屠城，舉九江兵迎英布，並在城父屠城。
漢高祖十一年，劉邦討伐陽夏侯陳豨，要彭越出兵援助，彭越稱病不往，只派部將衛胠带兵前往。刘邦滅陳豨后，有人告發彭越預謀造反。
彭越被刘邦下令拘捕后，廢為庶人，流放蜀郡青衣县（今四川省樂山市）。途中，彭越遇到呂后，向她求情，希望发配回故乡昌邑。呂后假装应允，並将彭越带回洛阳，但又命彭越的舍人控告彭越再次謀反，随即将彭越处斩，廷尉王恬開以謀反罪判處彭越滅族，劉邦允之。
彭越屍體被呂后處以醢刑（剁成肉酱），分賜天下王公，用以威嚇諸侯。

## 墓地
彭越墓位于河北省保定市清苑县城西南21公里，北王力村北15公里处，唐河南岸。传说原规模很大，墓前有石马、石人、石碑、牌坊，南北向有神道，神道两侧有石像生等。现存彭越墓封土长8米，宽28米，高0.8米，占地面积22.4平方米。墓前石人、石马已沉入地下，文化大革命期间曾挖出石翁仲，后又埋入地下。
1982年，彭越墓列为河北省文物保护单位。

## 部下
- 扈輒，陳豨叛變時，彭越稱病不往，劉邦大怒，扈輒勸彭越造反，彭越不聽。
- 衛胠，陳豨叛變時，彭越稱病不往，僅派將軍衛胠前往支援。
- 欒布，彭越故友，遭盜賊擄走，販賣至燕地，卻從一名奴隸變成燕王臧荼的將領，燕王叛亂被平定後，彭越請求釋放欒布，讓欒布到自己的王府。
- 李超，李信之子。

## 评价
- 吕雉：“彭越壮士也，今徙之蜀，此自遗患。”（《史记·卷九十·魏豹彭越列传第三十》）
- 栾布：“方上之困于彭城，败荥阳、成皋间，项王所以遂不能西者，徒以彭王居梁地，与汉合从苦楚也。当是之时，王一顾，与楚则汉破，与汉则楚破。且垓下之会，微彭王，项氏不亡。天下已定，彭王剖符受封，亦欲传之万世。今陛下一征兵于梁，彭王病不行。而陛下疑以为反；反形未具，以苛小案诛灭之。”
- 英布：“上老矣，厌兵，必不能来。使诸将，诸将独患淮阴、彭越，今皆已死，馀不足畏也。”（《史记·卷九十一·黥布列传第三十一》）
- 司马迁：“魏豹、彭越虽故贱，然已席卷千里，南面称孤，乘胜日有闻矣。怀畔逆之意，及败，不死而虏囚，身被刑戮，何哉？中材已上且羞其行，况王者乎！彼无异故，智略绝人，独患无身耳。得摄尺寸之柄，其云蒸龙变，欲有所会其度，以故幽囚而不辞云。”（《史记·卷九十·魏豹彭越列传第三十》）
- 班固：“高祖定天下，功臣异姓而王者八国。张耳、吴芮、彭越、黥布、臧荼、卢绾与两韩信（韩信、韩王信），皆徼一时之权变，以诈力成功，咸得裂土，南面称孤。见疑强大，怀不自安，事穷势迫，卒谋叛逆，终于灭亡。”（《汉书·卷三十四》）
- 陆机：“彭越观时，张迹匿光。人具尔瞻，翼尔鹰扬。威凌楚城，质委汉王。靖难河济，即宫旧粱。”
- 司马贞：“魏咎兄弟，因时而王。豹後属楚，其国遂亡。仲起昌邑，归汉外黄。往来声援，再续军粮。徵兵不往，菹醢何伤。”（《史记索隐述赞》）
- 张说：“师倩沈勇而能断，求之古人，彭越、吴汉类也。”（《全唐文·卷二百二十三 》）
- 苏洵：“汉之卫、霍、赵充国，唐之李靖、李勣，贤将也。汉之韩信、黥布、彭越，唐之薛万彻、侯君集、盛彦师，才将也。贤将既不多有，得才者而任之可也。”
- 陈元靓：“仡仡彭王，用归汉祖。血战群龙，风从彪虎。威慑万夫，气雄阵鼓。攻灭秦项，清夷区宇。奋发巨野，封崇梁土。信布齐名，推扬我武。”（《事林广记后集》）

## 藝術

### 文學作品
- 《喻世明言》，馮夢龍著。第三十一回，說劉備乃彭越轉世。

- 小说《三國演義》第九回，李傕以彭越撓楚之法擊退呂布。

### 影視作品
| 年份   | 劇名               | 演員   | 剧中姓名 | 註解 |
| ------ | ------------------ | ------ | -------- | ---- |
| 2004年 | 電視劇《楚漢驕雄》 | 黃文標 | 彭越     |      |
| 2005年 | 電視劇《大漢風》   | 朱曉春 | 彭越     |      |
| 2010年 | 電視劇《大風歌》   | 王國剛 | 彭越     |      |
| 2012年 | 電視劇《楚漢傳奇》 | 劉景范 | 彭越     |      |

## 延伸阅读
[在维基数据编辑]
 《史記/卷090》，出自司馬遷《史記》
 《漢書·卷034》，出自班固《漢書》

| 前任： 首任 | 西汉梁王 前202年—前196年 | 繼任： 刘恢 |